# 和新心流
和新心流（やわらしんしんりゅう）は、関口流とも呼ばれ、関口弥伍右衛門氏成（せきぐちやごえもんうじなり）を流祖とする居合の流派である。江戸時代の伝書などには、柔新心流と表記する文献もある。

## 概要
江戸時代には、彦根藩・津藩・尾張藩・郡上藩・桑名藩・松代藩・西尾藩・岩村藩などに広まった。幕末においては、その流れに河西精八郎、井伊直弼（彦根藩）、坂田茂平次（坂田林左衛門・郡上藩）、明治・大正においては鈴木助次郎（西尾藩）の名が見られる。とりわけ井伊直弼は新心流を極め、自ら新心新流を開いた程の達人として知られる。
しかし、戊辰戦争、廃藩置県、廃刀令、西南戦争など、明治維新前後の社会変動や近代化政策の影響により、そのほとんどが途絶えた。